# Pierre Howard
Pierre DuVinage Howard (Decatur, 3 febbraio 1943) è un politico statunitense.

## Biografia
Nativo di Decatur, si è laureato in legge all'Università della Georgia. Entrato in politica negli anni '70, nel 1990 è stato eletto vicegovernatore della Georgia come vice di Zell Miller, restando in carica dal 1991 al 1999. Durante i due mandati si è occupato soprattutto dei problemi legati all'alcolismo giovanile e alla guida pericolosa. Di tendenze moderate come Miller, nonostante fosse democratico cercò sempre collaborazione con i politici repubblicani.
Inizialmente favorito per succedere a Miller nella carica nel governatore, nel 1998 annunciò tuttavia la volontà di ritirarsi dalla politica per il troppo stress subito durante gli anni di governo e per quello potenzialmente derivabile dalla vicina campagna elettorale, lamentando come i suoi doveri lo tenessero troppo spesso lontano dalla famiglia.
Lasciato l'incarico, si dedica ancora oggi al naturalismo e alla fotografia, legata soprattutto alle varie specie di farfalla presenti in Georgia e in Florida. Per le sue conoscenze in campo ambientale è stato nominato nel 2004 dal governatore Sonny Perdue come membro della commissione per la Conservazione del Suolo.